# Конольфінген
Конольфінген (нім. Konolfingen) — громада  в Швейцарії в кантоні Берн, адміністративний округ Берн-Міттельланд.

## Географія
Громада розташована на відстані близько 15 км на південний схід від Берна.
Конольфінген має площу 12,8 км², з яких на 14,4% дозволяється будівництво (житлове та будівництво доріг), 66,4% використовуються в сільськогосподарських цілях, 19,1% зайнято лісами, 0,1% не є продуктивними (річки, льодовики або гори).

## Демографія
2019 року в громаді мешкало 5347 осіб (+12,3% порівняно з 2010 роком), іноземців було 10,5%. Густота населення становила 419 осіб/км².
За віковим діапазоном населення розподілялося таким чином: 18,6% — особи молодші 20 років, 58,6% — особи у віці 20—64 років, 22,9% — особи у віці 65 років та старші. Було 2432 помешкань (у середньому 2,1 особи в помешканні).
Із загальної кількості 3118 працюючих 168 було зайнятих в первинному секторі, 1248 — в обробній промисловості, 1702 — в галузі послуг.